# Kuppemala, Magadi
Kuppemala là một làng thuộc tehsil Magadi, huyện Ramanagara, bang Karnataka, Ấn Độ.